# 마마노쓰보네
마마노츠보네(일본어: 摩々局/摩摩局 ままのつぼね[*], 고와 3년 (1101년) - 몰년 미상)는 헤이안 시대 말기에서 가마쿠라 시대 초기에 살은 여성이다. 미나모토노 요시토모의 유모이다. 수령으로 보아 나카무라씨 일족 출신으로 보인다.

## 생애
유모 일을 했던 요시토모가 헤이지의 난으로 패사 몰락한 이후, 마마노츠보네는 교토에서 사가미국 하야카와쇼 (가나가와현 나카이마치ㆍ오다와라시 부근)로 내려가 장원 내의 전지를 작인으로 경영해 살고 있었다. 분지 3년 (1187년) 6월 13일, 가마쿠라도노가 된 요시토모의 적남 미나모토노 요리토모를 방문하자, 요리토모는 옛 이야기를 나누며 눈물을 흘렸고, 츠보네의 영지를 오랫동안 지행하라고 명령했다.
겐큐 3년 (1192년) 2월, 92세 때, 남은 생이 얼마 남지 않았다며 다시 요리토모에게 찾아가 술을 헌상했다. 요리토모는 마마노츠보네에게 공이 있다며 바라는 것이 있으면 어떤 일이어도 이루어주겠다고 말했고, 츠보네는 하야카와쇼 내 지행지의 과역 면제를 소료에게 명령해 달라고 부탁했고, 요리토모는 마마노츠보네의 신규 급지를 더한 후, 츠보네가 말한 대로 하도록 도히 사네히라에게 명령했다.
또, 『아즈마카가미(吾妻鏡)』 요와 원년 (1181년) 윤2월 7일조에 타케에 (미나모토노 요리토모) 탄생 때, 유모로 부른 젊은 여성으로 마마(摩々)라고 불리는 비구니가 사가미국 하야카와쇼에 살고 있어, 요리토모가 연민하여 저택과 논밭을 그대로 두도록 지토에 명한 점, 요와 원년 (1181년) 11월 29일, 하야카와쇼의 수령의 연공을 모두 면제받은 것으로 기록되어 있어, 이 마마니는 요리토모의 유모인 야마노우치노아마와 동일한 것으로 보이지만, 유모를 한 젊은 여성의 마마는 요시토모 유모 마마노츠보네로 보는 견해도 있다.